# Iphiaulax mactator
Iphiaulax mactator är en stekelart som först beskrevs av Johann Christoph Friedrich Klug 1817.  Iphiaulax mactator ingår i släktet Iphiaulax och familjen bracksteklar. Utöver nominatformen finns också underarten I. m. pictus.